# Liste des autorités de régulation des télécommunications/TIC
La Liste des autorités de régulation des télécommunications donne les appellations officielles et les sites Internet des instances chargées de la régulation des télécommunications (et plus généralement des TIC) pour la plupart des pays du monde. Chacun de ces sites Internet présentent des informations sur la mise en œuvre de la régulation et sur les caractéristiques de l'utilisation des TIC dans le pays concerné.  

## Terminologie
La diversité des terminologies utilisées dans les appellations de ces instances de régulation montre la diversité des points de vue sur le statut et sur le domaine couvert par ces instances. Le mot « télécommunications » y est encore parfois utilisé pour des raisons historiques. Les instances de régulation de quelques pays européens (France) ou africains francophones (Sénégal, Gabon) ont remplacé « télécommunications » par « communications électroniques ». Plusieurs pays ont remplacé le mot « télécommunications » seulement par le mot « communications » comme la Colombie, Hong Kong, Lésotho, les Maldives, Papouasie et Nouvelle-Guinée. L'appellation « communications » est celle qui est la plus utilisé, elle est plus générale et permet de couvrir l'ensemble des Technologies de l'information et de la communication (TIC). C'est le cas pour le Royaume-Uni et pour les États-Unis. La tendance est à l'instauration d'instances convergentes pour tenir compte de la convergence numérique qui brouille les frontières entre les télécommunications, l'Internet, l'informatique et l'industrie de l'audiovisuel.

## Statut des instances de régulation
Certains pays n'ont pas d'instance autonome de régulation des télécommunications/TIC, comme le Japon, le Bélarus, Djibouti et la fonction de régulation y est assurée par le Ministère chargé de ce domaine.
Quelques pays, comme la Mauritanie, Gambie, Lettonie, Niger, ont des autorités multisectorielles couvrant également d'autres domaines de services publics (transports, électricité, eau).
Certains pays (Albanie, Algérie, Belarus, France, Islande, Sénégal, Gabon ) ont des autorités couvrant à la fois les télécommunications et les postes.  

## Rôle des sites Internet des instances de régulation
Ces sites Internet, diversement complets et mis à jour, présentent des informations propres à chaque pays sur:
- les cadres juridiques et réglementaires de ce pays dans le domaine des télécommunications et des TIC;
- les procédures pour obtenir des licences et autorisations et entrer sur le marché des TIC;
- la liste des opérateurs et fournisseurs autorisés ;
- les enquêtes sur la satisfaction des clients et le respect de la qualité de service;
- les catalogues d'interconnexion;
- les projets et plans d'action relatifs au service universel;
- le traitement des litiges entre opérateurs;
- les invitations à fournir avis et commentaires sur l'évolution du cadre juridique et réglementaire;
- un observatoire du marché des télécommunications/TIC avec les principales caractéristiques des réseaux et services des télécommunications et des TIC;
- un rapport d'activité annuel.

## Liste par pays
La liste des autorités de régulation des télécommunications présentée dans cet article a été élaborée à partir des sources citées en référence,,,,,,,,,. Ces sources ont été diversement mises à jour. Un contrôle a été effectué en janvier 2014 sur la mise en ligne effective de ces sites.
Cette liste contient les instances assurant un rôle effectif de régulation sur un territoire qui n'est pas forcément un État, mais qui figure dans les statistiques des institutions internationales, en particulier l'Union internationale des télécommunications (UIT).
| Pays (ou territoire)                               | Régulateur des télécommunications                                                                                             |
| -------------------------------------------------- | --- |
| Afghanistan                                        | Afghanistan Telecom Regulatory Authority (ATRA)                                                                               |
| Afrique du Sud                                     | Independent Communications Authority of South Africa (ICASA)                                                                  |
| Albanie                                            | Electronic and Postal Communications Authority (AKEP)                                                                         |
| Algérie                                            | Autorité de régulation de la poste et des communications électroniques (ARPCE)                                                |
| Allemagne                                          | Bundesnetzagentur (BNA) |
| Andorre                                            | Servei de Telecomunicacions d'Andorra (STA) of Andorra (STA) et ()                                                            |
| Angola                                             | Telecomunicações Ministério das Telecomunicações e Tecnologias (MTTI)                                                         |
| Angola                                             | Instituto Angolano das Comunicações (INACOM)                                                                                  |
| Anguilla                                           | Public Utilities Commission of Anguilla ()                                                                                    |
| Antigua-et-Barbuda                                 | Telecommunications Division of the Government of Antigua and Barbuda (TD)                                                     |
| Antilles néerlandaises                             | Netherlands Radiocommunications Agency () (NRA)                                                                               |
| Arabie saoudite                                    | Communications and Information Technology Commission of Saudi Arabia (CITC)                                                   |
| Argentine                                          | Secretaría de Comunicaciones (SECOM)                                                                                          |
| Argentine                                          | Comisión Nacional de Comunicaciones (CNC)                                                                                     |
| Arménie                                            | Public Services Regulatory Commission (PSRC)                                                                                  |
| Aruba                                              | Netherlands Radiocommunications Agency () (NRA)                                                                               |
| Australie                                          | Australian Communications and Media Authority (ACMA)                                                                          |
| Autriche                                           | Austrian Regulatory Authority for Broadcasting and Telecommunications (RTR-GmbH)                                              |
| Azerbaïdjan                                        | Ministry of Communication and Information Technologies (MINCOM)                                                               |
| Bahamas                                            | Utilities Regulation & Competition Authority (URCA)                                                                           |
| Bahreïn                                            | Telecommunications Regulatory Authority of Bahrain (TRA)                                                                      |
| Bangladesh                                         | Bangladesh Telecommunication Regulatory Commission (BTRC)                                                                     |
| Barbade                                            | Telecommunications Unit (Telecoms Unit)                                                                                       |
| Belgique                                           | Institut belge des services postaux et des télécommunications (IBPT)                                                          |
| Belize                                             | Belize Public Utilities Commission (PUC)                                                                                      |
| Bénin                                              | Autorité de régulation des communications électroniques et de la poste (ARCEP)                                                |
| Bhoutan                                            | Bhutan InfoComm and Media Authority (BICMA)                                                                                   |
| Biélorussie ou Belarus                             | Ministry of Posts and Telecommunications (MPT)                                                                                |
| Bolivie                                            | Superintendencia de Telecomunicaciones (SITTEL)                                                                               |
| Bosnie-Herzégovine                                 | Communications Regulatory Agency of Bosnia-Herzegovina (CRA)                                                                  |
| Botswana                                           | Botswana Telecommunications Authority (BTA)                                                                                   |
| Brésil                                             | Agencia Nacional de Telecomunicacoes (ANATEL)                                                                                 |
| Brésil                                             | Ministério das Comunicações (MC)                                                                                              |
| Brunei                                             | Authority for Info-Communications Technology Industry (AITI)                                                                  |
| Bulgarie                                           | Communications Regulation Commission (CRC)                                                                                    |
| Burkina Faso                                       | Autorité de Régulation des Communications Électroniques et des Postes (ARCEP)                                                 |
| Burundi                                            | Agence de Régulation et de Contrôle des Télécommunications (ARCT)                                                             |
| Cameroun                                           | Agence de Régulation des Télécommunications (ART)                                                                             |
| Canada                                             | Industry Canada (ICRST) |
| Canada                                             | Conseil de la radiodiffusion et des télécommunications canadiennes (CRTC)                                                     |
| Cap-Vert                                           | National Communications Agency (ANAC)                                                                                         |
| Îles Caïmans                                       | Information and Communications Technology Authority (ICTA)                                                                    |
| République centrafricaine                          | Autorité de Régulation des Communications Électroniques et de la Poste (ARCEP)                                                |
| Chili                                              | Subsecretaria de Telecommunicacaiones (SUBTEL)                                                                                |
| Chine                                              | Ministry of Information Industry (MII)                                                                                        |
| Chypre                                             | Office of Electronic Communications & Postal Regulation (OCECPR)                                                              |
| Colombie                                           | Comisión de Regulación de Comunicaciones (CRCOM)                                                                              |
| Comores                                            | Autorité Nationale de Régulation des TIC (ANRTIC)                                                                             |
| République du Congo ou Congo-Brazzaville           | Agence de régulation des postes et des communications électroniques (ARPCE)                                                   |
| République démocratique du Congo ou Congo-Kinshasa | Autorité de Régulation de la Poste et des Télécommunications du Congo (ARPTC)                                                 |
| Corée du Sud                                       | Ministry of Communications and Information (KCC)                                                                              |
| Costa Rica                                         | Superintendencia de Telecomunicaciones (SUTEL)                                                                                |
| Côte d'Ivoire                                      | Autorité de régulation des télécommunications/TIC de Côte d'Ivoire (ARTCI)                                                    |
| Côte d'Ivoire                                      | Agence Ivoirienne de Gestion des Fréquences Radioélectriques (AIGF)                                                           |
| Croatie                                            | Croatian Post and Electronic Communications Agency (HAKOM)                                                                    |
| Cuba                                               | Ministério de la Informática y las Comunicaciones de Cuba (MIC)                                                               |
| Curaçao                                            | Bureau Telecommunicatie & Post (BT&P)                                                                                         |
| Danemark                                           | Danish Business Authority (DBA) (Erhvervsstyrelsen)                                                                           |
| Djibouti                                           | Ministere de la Communication et de la Culture, chargé des Postes et Télécommunications, Porte-Parole du Gouvernement (MCCPT) |
| Dominique                                          | Eastern Caribbean Telecommunications Authority (ECTEL)                                                                        |
| République dominicaine                             | Instituto Dominicano de las Telecomunicaciones (Indotel)                                                                      |
| Égypte                                             | National Telecommunications Regulatory Authority (NTRA)                                                                       |
| Émirats arabes unis                                | Telecommunications Regulatory Authority (UAE) (TRA)                                                                           |
| Équateur                                           | Consejo Nacional de Telecomunicaciones del Ecuador (CONATEL)                                                                  |
| Équateur                                           | Secretaría Nacional de Telecomunicaciones (SENATEL)                                                                           |
| Espagne                                            | Comisión nacional del Mercado y de la competencia (CNMC)                                                                      |
| Estonie                                            | Estonian Competition Authority (ECA) Estonian Technical Surveillance Authority ()                                             |
| États-Unis                                         | Commission fédérale des communications (FCC)                                                                                  |
| États-Unis                                         | National Association of Regulatory Utility Commissioners (regulators of individual states) (NARUC)                            |
| États-Unis                                         | CTIA-The Wireless Association (CTIA)                                                                                          |
| Eswatini                                           | Eswatini Posts & Telecommunications Corporation (EPTC)                                                                        |
| Éthiopie                                           | Ethiopian Telecommunication Agency (ETA)                                                                                      |
| Fidji                                              | Telecommunications Authority of Fiji (TAF)                                                                                    |
| Finlande                                           | Finnish Communications Regulatory Authority (FICORA)                                                                          |
| France                                             | Autorité de régulation des communications électroniques et des postes (ARCEP)                                                 |
| France                                             | Agence nationale des fréquences (ANFR)                                                                                        |
| France                                             | Autorité de régulation de la communication audiovisuelle et numérique (ARCOM)                                                 |
| Gabon                                              | Autorité de Régulation des Communications Électroniques et des Postes (ARCEP)                                                 |
| Gabon                                              | Agence nationale des infrastructures numériques et des fréquences du Gabon (ANINF)                                            |
| Gambie                                             | Gambian Public Utilities Regulatory Authority (PURA)                                                                          |
| Géorgie                                            | Georgian National Communications Commission (GNCC)                                                                            |
| Ghana                                              | National Communications Authority (NCA)                                                                                       |
| Groenland                                          | Tele-Post (TELE-POST) |
| Grèce                                              | Hellenic Telecommunications and Post Commission (EETT)                                                                        |
| Grenade                                            | Eastern Caribbean Telecommunications Authority (ECTEL)                                                                        |
| Guatemala                                          | Superintendencia de Telecomunicaciones (SIT)                                                                                  |
| Guinée                                             | Autorité de régulation des postes et télécommunications (ARPT)                                                                |
| Guinée-Bissau                                      | Ministère des Télécommunications de Guinée-Bissau (ICGB)                                                                      |
| Guinée équatoriale                                 | Órgano Regulador de las Telecomunicaciones (ORTEL)                                                                            |
| Guyana                                             | Guyana Public Utilities Commission (PUC) (PUC)                                                                                |
| Haïti                                              | Conseil National des Telecommunications (CONATEL)                                                                             |
| Honduras                                           | Comisión Nacional de Telecomunicaciones (CONATEL)                                                                             |
| Hong Kong                                          | Office of Communications Authority (OFCA)                                                                                     |
| Hongrie                                            | National Media and Infocommunication Authority (NMHH)                                                                         |
| Île de Man                                         | Communications Commission (CC)                                                                                                |
| Inde                                               | Telecom Regulatory Authority of India (TRAI)                                                                                  |
| Indonésie                                          | Badan Regulasi Telekomunikasi Indonesia / Indonesian Telecommunications Regulatory Authority (BRTI)                           |
| Iran                                               | Communication Regulatory Authority (CRA)                                                                                      |
| Iran                                               | Ministère des TIC (MICT) |
| Iran                                               | Islamic Republic of Iran Broadcasting ()                                                                                      |
| Irak                                               | National Communications and Media Commission (CMC)                                                                            |
| Irlande                                            | Commission for Communications Regulation (ComReg)                                                                             |
| Islande                                            | Post and Telecom Administration in Iceland (PTA) et (PTA)                                                                     |
| Islande                                            | Icelandic center for security, CERT-IS (CERT-IS)                                                                              |
| Israël                                             | Ministry of Communications (MOC)                                                                                              |
| Italie                                             | Autorità per le Garanzie nelle Comunicazioni (AGCOM)                                                                          |
| Jamaïque                                           | Broadcasting Corporation of Jamaica (BCJ)                                                                                     |
| Jamaïque                                           | Office of Utilities Regulation (OUR)                                                                                          |
| Japon                                              | Ministry of Internal Affairs and Communications (MIC)                                                                         |
| Jordanie                                           | Telecommunications Regulatory Commission (TRC)                                                                                |
| Kazakhstan                                         | Kazakhstan Ministry of Communications and Information (MCI )                                                                  |
| Kenya                                              | Communications Commission of Kenya (CCK)                                                                                      |
| Kirghizistan                                       | Ministry of transport and Communication of the Kyrgyz Republic (MTC)                                                          |
| Kiribati                                           | Communications Commission of Kiribati (CCK )                                                                                  |
| Kosovo                                             | Autoriteti Rregullator i Telekomunikacionit (ART)                                                                             |
| Koweït                                             | Kuwait Government Online (KGOC)                                                                                               |
| Lesotho                                            | Lesotho Communications Authority (LCA)                                                                                        |
| Lettonie                                           | Elektronisko sakaru direkcija (ESD)                                                                                           |
| Lettonie                                           | Public Utilities Commission (PUC)                                                                                             |
| Liban                                              | Telecommunications Regulatory Authority of Lebanon (TRA)                                                                      |
| Liberia                                            | Liberia Telecommunications Authority (« LTA »(Archive.org • Wikiwix • Archive.is • Google • Que faire ?)                      |
| Libye                                              | General Telecommunications Authority (GTA)                                                                                    |
| Liechtenstein                                      | Office for Communications] (AK)                                                                                               |
| Lituanie                                           | Communications Regulatory Authority (RRT)                                                                                     |
| Luxembourg                                         | Institut luxembourgeois de régulation (ILR)                                                                                   |
| Macao                                              | Office for the Development of Telecommunications and Information Technologies (GDTTI)                                         |
| Macédoine                                          | Electronic Communications Agency (AEK)                                                                                        |
| Madagascar                                         | Autorité de Régulation des Technologies de Communication (ARTEC)                                                              |
| Malawi                                             | Communications Regulatory Authority (MACRA)                                                                                   |
| Malaisie                                           | Malaysian Communications and Multimedia Commission (MCMC)                                                                     |
| Maldives                                           | Communications Authority of Maldives (CAM)                                                                                    |
| Mali                                               | Autorité Malienne de Régulation des Télécommunications/TIC et des Postes (AMRTP)                                              |
| Malte                                              | Malta Communications Authority (MCA)                                                                                          |
| Maroc                                              | Agence nationale de réglementation des télécommunications (ANRT)                                                              |
| Îles Marshall                                      | National Telecommunications Authority of Marshall Islands (NTA)                                                               |
| Mauritanie                                         | Autorite de Regulation (ARE)                                                                                                  |
| Maurice                                            | Information and Communication Technologies Authority of Mauritius (ICTA)                                                      |
| Mexique                                            | Instituto Federal de Telecomunicaciones (IFT)                                                                                 |
| Moldavie                                           | National Regulatory Agency for Electronic Communications and Information Technology (ANRCETI)                                 |
| Mongolie                                           | Communications Regulatory Commission of Mongolia (CRC)                                                                        |
| Monténégro                                         | Agency for Electronic Communications and Postal Services (EKIP)                                                               |
| Montserrat                                         | Montserrat Info-Communications Authority (MICA)                                                                               |
| Mozambique                                         | Instituto Nacional das Communicacoes de Mozambique (INCM)                                                                     |
| Namibie                                            | Namibian Communications Commission (NCC)                                                                                      |
| Népal                                              | Nepal Telecommunications Authority (NTA)                                                                                      |
| Nicaragua                                          | Instituto Nicaragüense de Telecomunicaciones y Correos (Telcor)                                                               |
| Niger                                              | Autorité de Régulation des Communications Électroniques et de la Poste (ARCEP)                                                |
| Nigeria                                            | Nigerian Communications Commission (NCC)                                                                                      |
| Norvège                                            | Norwegian Post and Telecommunications Authority (NPTA)                                                                        |
| Nouvelle-Zélande                                   | Commerce Commission of New Zealand (ComCom)                                                                                   |
| Oman                                               | Oman Telecommunications Regulatory Authority (TRA)                                                                            |
| Ouganda                                            | Uganda Communications Commission (UCC)                                                                                        |
| Ouzbékistan                                        | Uzbek Agency for Communication and Information (UzACI),()                                                                     |
| Pakistan                                           | Pakistan Telecommunication Authority (PTA)                                                                                    |
| Palestine                                          | Ministry of Telecom & Information Technology (MTIT)                                                                           |
| Palestine                                          | Ministry of Telecommunications and Information Technology (MoTIT)                                                             |
| Panama                                             | Autoridad Nacional de los Servicios Públicos (ASEP)                                                                           |
| Papouasie-Nouvelle-Guinée                          | National Information And Communication Technology Authority (NICTA)                                                           |
| Paraguay                                           | Comision Nacional de Telecomunicaciones (CONATEL)                                                                             |
| Pays-Bas                                           | Autoriteit Consument & Markt (ACM) précédemment Onafhankelijke Post en Telecommunicatie Autoriteit                            |
| Pérou                                              | Organismo Supervisor de Inversión Privada en Telecomunicaciones (OSIPTEL)                                                     |
| Philippines                                        | National Telecommunications Commission of Philippines (NTC)                                                                   |
| Pologne                                            | Prezes Urzędu Komunikacji Elektronicznej (UKE)                                                                                |
| Polynésie française                                | Service des Postes et Télécommunications de Polynésie Française (TAHITI)                                                      |
| Porto Rico                                         | Junta Reglamentadora de Telecomunicaciones de Puero Rico (JRTPR)                                                              |
| Portugal                                           | Autoridade Nacional de Comunicações (ANACOM)                                                                                  |
| Qatar                                              | Supreme Council of Information and Communication Technology (ictQatar)                                                        |
| Roumanie                                           | National Authority for Management and Regulation in Communications of Romania (ANCOM)                                         |
| Royaume-Uni                                        | Ofcom (OFCOM) |
| Russie                                             | Ministry for Communications and Informatization of the Russian Federation (Minsvyaz)                                          |
| Rwanda                                             | Regulatory Agency for Public Utility Services of Rwanda (RURA)                                                                |
| Saint-Christophe-et-Niévès                         | National Telecommunications Regulatory Commission of Saint Kitts and Nevis (NTRC)                                             |
| Samoa                                              | Office of the Regulator of Samoa (Samoa)                                                                                      |
| Saint-Vincent-et-les-Grenadines                    | National Telecommunications Regulatory Commission of Saint Vincent and the Grenadines (NTRC)                                  |
| Sainte-Lucie                                       | National Telecommunications Regulatory Commission of Saint Lucia (NTRC)                                                       |
| Salvador                                           | Superintendencia General de Electricidad y Telecommunicaciones (SIGET)                                                        |
| Sénégal                                            | Autorité de Régulation des Télécommunications et des Postes (ARTP)                                                            |
| Serbie                                             | Republic Agency for Electronic Communication (RATL)                                                                           |
| Seychelles                                         | Ministry of Information Technology and Communication (MISD)                                                                   |
| Sierra Leone                                       | National Telecommunications Commission (NATCOM)                                                                               |
| Singapour                                          | Infocomm Development Authority of Singapore (IDA)                                                                             |
| Saint-Martin                                       | Bureau Telecommunications and Post (BTP)                                                                                      |
| Slovaquie                                          | Telecommunications Regulatory Authority of the Slovak Republic (TUSR)                                                         |
| Slovénie                                           | Post and Electronic Communications Agency of the Republic of Slovenia (APEK)                                                  |
| Somalie                                            | Ministry of Posts & Communication (MPC)                                                                                       |
| Sri Lanka                                          | Telecommunications Regulatory Commission of Sri Lanka (TRCSL)                                                                 |
| Soudan                                             | National Telecommunications Corporation (NTC)                                                                                 |
| Soudan du Sud                                      | Ministry of Telecommunications & Postal Services (MOTPS )                                                                     |
| Suède                                              | Post- och telestyrelsen (PTS)                                                                                                 |
| Suisse                                             | Commission fédérale de la communication (ComCom)                                                                              |
| Suisse                                             | Office fédéral de la communication (OFCOM)                                                                                    |
| Suriname                                           | Telecommunicatie Autoriteit Suriname (TAS) ()                                                                                 |
| Syrie                                              | Ministry of Communications and Technology (MCT)                                                                               |
| Tadjikistan                                        | Ministry of Transport and Communications (),()                                                                                |
| Taïwan                                             | National Communications Commission (NCC)                                                                                      |
| Tanzanie                                           | Tanzania Communication Regulatory Authority (TCRA)                                                                            |
| Tchad                                              | Autorité de Régulation des Communications électroniques et des Postes (ARCEP))                                                |
| République tchèque                                 | The Czech Telecommunication Office (ČTÚ)                                                                                      |
| Thaïlande                                          | National Broadcasting and Telecommunications Commission (NBTC)                                                                |
| Togo                                               | Autorité de Régulation des Communications Électroniques et des Postes (ARCEP)                                                 |
| Tonga                                              | Ministry for Information and Communications of Tonga (MIC)                                                                    |
| Trinité-et-Tobago                                  | Telecommunications Authority of Trinidad and Tobago (TATT)                                                                    |
| Îles Turques-et-Caïques                            | Telecommunications Commission (TCITC)                                                                                         |
| Tunisie                                            | Instance Nationale des Télécommunications (INT)                                                                               |
| Tunisie                                            | Agence Nationale des Fréquences (ANF)                                                                                         |
| Turkménistan                                       | Turkmenistan Ministry of Communications (MC)                                                                                  |
| Turquie                                            | Information And Communication Technologies Authority (ICTA)                                                                   |
| Ukraine                                            | National Commission for the State Regulation of Communications and Informatization (NCCIR)                                    |
| Uruguay                                            | Unidad Reguladora de Servicios de Telecomunicaciones (URSEC)                                                                  |
| Vanuatu                                            | Régulateur des Télécommunications et des Radiocommunications de Vanuatu) (RTR)                                                |
| Venezuela                                          | Comisión Nacional de Telecomunicaciones (CONATEL)                                                                             |
| Viêt Nam                                           | Vietnam Telecommunication Authority (VNTA)                                                                                    |
| Yémen                                              | Ministry of Telecommunications and Information Technology (MoTIT)                                                             |
| Zambie                                             | Communications Authority (Zambia) (CAZ)                                                                                       |
| Zimbabwe                                           | Postal & Telecommunications Regulatory Authority (POTRAZ)                                                                     |

## Associations régionales d'autorités de régulation des télécommunications/TIC
(section en cours de travaux)
| Sigle         | Nom de l'association | Zone ou objet              | Lien du site Internet |
| ------------- | --- | -------------------------- | --------------------- |
| ARTAO / WATRA | Association des régulateurs des télécommunications de l’Afrique de l’Ouest (West African Telecommunications Regulators Association en anglais) | Pays de la CEDEAO          | ARTAO                 |
| ARTAC         | Association des régulateurs de télécommunications de l’Afrique centrale                                                                        | Pays de l'Afrique centrale | ARTAC                 |
| CRASA         | Association des régulateurs des communications de l’Afrique australe (Telecommunications Regulators Association of Southern Africa en anglais) | Pays de l'Afrique australe | CRASA                 |
| FRATEL        | Réseau francophone de la régulation des télécommunications                                                                                     | Pays francophones          | FRATEL                |
| ORECE         | Organe des régulateurs européens des communications électroniques                                                                              | Pays européens             | ORECE                 |
| EMERG         | Réseau des régulateurs euro-méditerranéens | Pays euro-méditerranéens   | EMERG                 |